# Bau- und Verkehrsdirektion des Kantons Bern
Die Bau- und Verkehrsdirektion des Kantons Bern, kurz BVD (französisch Direction des travaux publics et des transports du canton de Berne, DTT), ist eine der sieben Direktionen (vergleichbar mit den Landesministerien in den deutschen Bundesländern) der Zentralverwaltung des schweizerischen Kantons Bern. Ihr steht seit 1. Juni 2018 Regierungsrat Christoph Neuhaus (SVP) als Bau- und Verkehrsdirektor vor. Bis zum 31. Dezember 2019 hiess die Direktion Bau-, Verkehrs- und Energiedirektion des Kantons Bern (BVE).

## Aufgaben
Die Aufgaben der Bau- und Verkehrsdirektion können in die folgenden Themenbereiche gegliedert werden:
- Wasser: umweltschonende Wassernutzung, sichere Wasserversorgung und ökologische Abwasserentsorgung, Sicherstellung des Schutzes der Gewässer und Überwachung von deren Qualität, Regulierung der Abflüsse aus den bernischen Seen, Unterstützung und Beratung von Wasserbauträgern beim Gewässerunterhalt und im Wasserbau[4]
- Mobilität: öffentlicher Verkehr, motorisierter Individualverkehr, Velo- und Fussverkehr (Langsamverkehr), kombinierte Mobilität (Verknüpfung von Individualverkehr mit dem öffentlichen Verkehr), Güterverkehr und Logistik, Luftfahrt (Koordination der diesbezüglichen Plangenehmigungsverfahren im Kanton, ansonsten grundsätzlich in der Kompetenz des Bundes)[5]
- Umwelt: Abfallentsorgung, Sanierung von belasteten Standorten und Altlasten, Rohstoffabbau, Bewirtschaftung des Regals zur Ausbeutung der mineralischen Rohstoffe und zur Nutzung der Erdwärme aus tiefen Erdschichten (Bergregal), Geologie (Bohrbewilligungen und hydrogeologische Grundlagenberichte)[6]
- Strassen: Nationalstrassen (einzelne Aufgaben, ansonsten grundsätzlich in der Kompetenz des Bundes), Kantonsstrassen (Ausbau, Betrieb, Unterhalt, Optimierungen bzw. Anpassungen), Lärmschutz an Strassen[7]
- Immobilien: Bewirtschaftung und Entwicklung der Gebäude, Grundstücke und hoheitlichen Gebiete des Kantons (Gesamtwert des Immobilienportfolios des Kantons Bern: rund 5 Milliarden Franken)[8]

## Struktur
Die Bau- und Verkehrsdirektion gliedert sich in die folgenden Organisationseinheiten:
- Generalsekretariat der Bau- und Verkehrsdirektion (GS BVD)
- Rechtsamt (RA BVD)
- Amt für Wasser und Abfall (AWA)
- Tiefbauamt (TBA)
- Amt für öffentlichen Verkehr und Verkehrskoordination (AÖV)
- Amt für Grundstücke und Gebäude (AGG)

Das Amt für Umweltkoordination und Energie wechselte per 1. Januar 2020 in die Wirtschafts-, Energie- und Umweltdirektion.
Per Ende Dezember 2023 beschäftigte die Bau- und Verkehrsdirektion 876 Mitarbeitende.